# Ministerio de Cultura (Panamá)
El Ministerio de Cultura de Panamá, antiguo Instituto Nacional de Cultura (INAC) es el ministerio encargado de la difusión de las artes y cultura en la República de Panamá. Este tiene su sede en el antiguo Palacio de Justicia, ubicado a un costado del Conjunto Monumental de Las Bóvedas, en el Casco Antiguo de la ciudad de Panamá.

## Historia

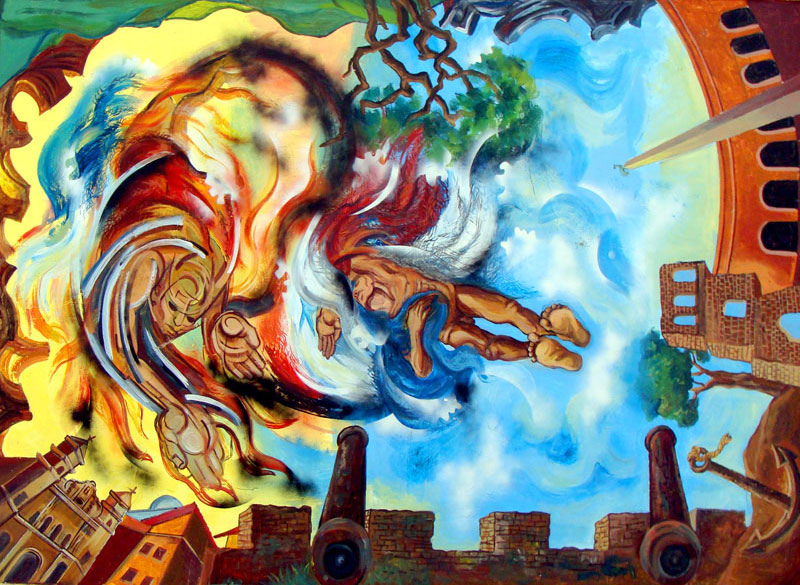
Mural "Patria que hacia la luz reclama" realizado por Carlos Alberto González Palomino en el lobby del edificio.

El Instituto Nacional de Cultura fue creado el 6 de junio de 1974  mediante la Ley 63 con el objetivo de fomentar, orientar y dirigir el proceso cultural en el territorio nacional. Antes de la aparición del INAC, el General Omar Torrijos Herrera había creado el INCUDE (Instituto Nacional de Cultura y Deporte). Esta entidad gubernamental tiene personería jurídica, patrimonio propio y autonomía en su régimen interno. El INAC seguía la política cultural y educativa del Órgano Ejecutivo por conducto del Ministerio de Educación de Panamá. El 15 de agosto de 2019, el presidente Laurentino Cortizo Cohen elevó el rango del Instituto a Ministerio de Cultura mediante la Ley 90. Su instrumento jurídico fue fortalecido con la Ley General de Cultura, Ley 175 del 3 de noviembre de 2020. Su primer titular fue Carlos Aguilar Navarro. El 10 de febrero de 2022 fue reemplazado por Giselle González Villarué.

### El Edificio
El edificio que ocupaba la institución fue inicialmente ideado como el Palacio Legislativo y de Justicia, dando cumplimiento a la ley 35 de noviembre de 1924. La concepción original del edificio pertenece al arquitecto Genaro Ruggieri, quien se había ocupado ya de la concepción del Palacio Municipal y del Teatro Nacional. El edificio fue situado sobre los restos del cuartel de la Plaza de Francia y estaba constituido originalmente por una planta baja para albergar la Asamblea Nacional, y dos pisos para albergar la Corte Suprema de Justicia, en el primero y la Procuraduría General junto con los juzgados, en el segundo.
La estructura actual de este edificio, sin embargo, se aísla mucho de los planos concebidos por Ruggieri, ya que en 1931 fueron suspendidas las labores y se comisionó al arquitecto Rogelio Navarro para revisión de los planos originales y llevar a término su construcción. Navarro hizo duros señalamientos de los planos originales y reestructuró esta edificación tal y como se conoce actualmente.